# Вольская, Антонина Михайловна
Антонина Михайловна Вольская (Поршнева) (26 ноября 1906 — 1 октября 1993, Тверь, Россия) — советская и российская актриса театра. Народная артистка РСФСР (1974).

## Биография
Родилась 26 ноября 1906 года. В 1940—1941 годах — актриса Калужского драмтеатра. В 1950—1984 годах — в труппе Калининского театра драмы; на счету актрисы свыше 150 работ на сцене.
В 1977—1983 годах — председатель Калининского отделения ВТО. Была депутатом Калинского областного и городского Советов депутатов.
Самой памятной ролью Вольской в кино стала директор школы Александра Васильевна в драме Ролана Быкова «Чучело».
Ушла из жизни 1 октября 1993 года в Твери, на 87-м году жизни. Похоронена рядом с мужем на Дмитрово-Черкасском кладбище в Твери. Позднее там же захоронили и их дочь.

## Семья
- Муж — народный артист РСФСР режиссёр Александр Ильвовский (1905—1978).
  - Дочь — Марина.

## Награды
- Заслуженная артистка РСФСР (1957)[3].
- Народная артистка РСФСР (16 августа 1974).
- Орден Ленина[4].